# Einar Belfrage

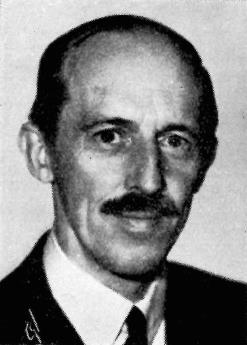
Einar Belfrage.

Karl Einar Belfrage, född 13 juli 1882 i Göteborg, död 12 februari 1953, var en svensk läkare.   
Efter studentexamen i Göteborg 1900 avlade Belfrage mediko-filosofisk examen 1901 samt blev medicine kandidat 1905 och medicine licentiat 1909 i Stockholm. Han var amanuens i anatomi i Uppsala 1904–1905, assistent vid Karolinska institutets pediatriska poliklinik 1909, underläkare vid Stockholms epidemisjukhus 1909–1910, underläkare vid Falköpings lasarett 1910–1911, amanuens vid Allmänna barnhuset 1911–1912, vid Kronprinsessan Lovisas vårdanstalt 1912–1913, förste assistent vid Karolinska institutets pediatriska poliklinik 1913–1917, läkare vid Stockholms stads spädbarnshem från 1918, vid Sunnerdahls hemskola från 1917, vid Norra Latin från 1925 och överläkare i Livförsäkringsbolaget Balder från 1941. 

## Familj
Karl Einar Belfrage var son till läkaren Fritz Belfrage och Hildur Belfrage, född Tranæus. Han gifte sig 1913 med Ida Margit Sjögren (1889–1956), dotter till Tage Sjögren, och med henne hade han barnen Anna-Lisa (1921–1995) och Inga Elisabeth (1924–2004).
Han var medlem av adliga ätten Belfrage.